# Земляная Заимка
Земляна́я Заи́мка — село в Чановском районе Новосибирской области. Административный центр Землянозаимского сельсовета.

## География
Площадь села — 51 гектар.

## Население
| 2002 | 2007 | 2010 |
| ---- | ---- | ---- |
| 581  | ↗645 | ↘540 |

## Инфраструктура
В селе по данным на 2007 год функционируют 1 учреждение здравоохранения и 2 учреждения образования.